# 妖僧
『妖僧』（ようそう）は、1963年10月5日に大映が配給した時代劇映画。衣笠貞之助監督作品。主演の市川雷蔵が奈良時代の僧・道鏡を演じた。
この作品では道鏡と女帝（孝謙上皇）とのロマンスも描かれるなど、従来知られる道鏡の人物像とは異なる描き方もされている。

## あらすじ
行道は、山にこもり修業をして法力を得る。その後数々の奇跡を起こし評判を得る。時の女帝の足を治した行道は寵愛を得る。女帝の陰で悪事を働いてた藤原ノ良勝は、発覚を恐れて暗殺者を差し向けるが、ことごとく敗れる。一方、行道は女帝と結ばれて道鏡と改名し法皇になるが、権力と愛が戒律に反するので苦悩する。やがて女帝は再度病に倒れて絶命する。道鏡も刺客にやられてしまう。

## キャスト
- 市川雷蔵 : 行道（後の道鏡）
- 藤由紀子 : 女帝
- 城健三朗 : 藤原ノ良勝
- 片岡彦三郎 : 阿部ノ君麻呂
- 小沢栄太郎 : 藤原ノ清川
- 万里昌代 : 千保
- 近藤美恵子 : 広海
- 小林勝彦 : 少尉名地
- 成田純一郎 : 市原ノ皇子
- 丹羽又三郎 : 少尉松井
- 島田竜三 : 大蔵卿犬養
- 稲葉義男 : 藤原ノ光成
- 石黒達也 : 竹内ノ真人
- 春本富士夫 : 中務卿曽根
- 花布辰男 : 小輔加茂
- 丸山修 : 大輔布勢
- 山路義人（松竹） : 奴隷の主人
- 荒木忍 : 智然僧都
- 中条静夫 : 大尉秦
- 浜田雄史 : 参議葛比古
- 南条新太郎 : 石川百足
- 杉山昌三九 : 神部熊千代
- 南部彰三 : 紀浜名
- 近江輝子 : 女官宇女
- 橘公子 : 女官藤女
- 小松みどり : 老婆
- 玉置一恵 : 参議文屋
- 原聖四郎 : 小輔日下部
- 沖時男
- 春日清 : 奴隷
- 桜井勇
- 市川謹也 : 参議大江
- 藤川準 : 米内草持
- 堀北幸夫 : 今朝丸
- 岩田正 : 参議小野
- 菊野昌代士 : 老爺
- 越川一 : 病気の奴隷
- 福井隆次
- 大杉潤
- 中西五郎
- 滝川絜
- 木村玄
- 千石泰三
- 細谷新吾
- 伏見博史

## スタッフ
- 製作 : 永田雅一
- 企画 : 原田光夫
- 原案 : 八尋不二
- 脚本 : 衣笠貞之助、相良準
- 撮影 : 今井ひろし
- 録音：大谷巖
- 照明 : 加藤博也
- 美術 : 柴田篤二、加藤茂
- 衣裳考証：上野芳生
- 音楽 : 伊福部昭
- 装置：山本佐一郎
- 擬斗：宮内昌平
- 音響効果：倉島暢
- 助監督：友枝稔議
- 製作主任：田辺満
- 編集 : 菅沼完二
- 特殊技術 : 黒田義之、森田富士郎、美間博
- 監督 : 衣笠貞之助

## 併映作品
- 『越前竹人形』: 吉村公三郎監督